# Сражение у реки Девилс
Сражение у реки Девилс (англ. Battle of Devil's River) — вооружённое столкновение между американской армией и команчами, произошедшее 20 июля 1857 года в юго-западной части Техаса у реки Девилс. Отряд американских кавалеристов под руководством второго лейтенанта Джона Белла Худа обнаружил и атаковал воинов-команчей, шедших в набег к реке Рио-Гранде. Команчи потеряли убитыми 9 человек, у кавалеристов двое погибли и пятеро были ранены.

## История
Наплыв белых поселенцев, исчезновение дичи и распространение евразийских эпидемий — всё это привело к увеличению столкновений с индейцами Великих равнин в Техасе во второй половине XIX века. Небольшая американская армия не могла справиться с таким количеством конфликтов, к тому же поселенцы и мигранты повсюду жаловались и требовали сильного военного присутствия и защиты от враждебных индейцев. 3 марта 1855 года Конгресс США принял закон о создании двух кавалерийских полков. Уже 26 марта военный министр издал приказ о создании этих полков и назначении в них офицеров. 1-й и 2-й кавалерийские полки были сформированы в  казармах Джефферсона близ Сент-Луиса. В августе 1-й кавалерийский под командованием полковника Эдвина Самнера был переведён в форт Ливенворт, а 2-й полк, который возглавил полковник Альберт Сидни Джонстон, формировался специально для Техаса.
Прибытие полка в Техас было своевременным в связи с возобновившимися набегами индейцев. Офицеры получили приказы, согласно которым они могли преследовать и карать любых индейцев в штате, обнаруженных вне резерваций. В течение 1856 года полк имел около 30 столкновений с индейцами, в которых они несли серьёзные потери. Результатом стало заметное ослабление набегов команчей и их соседей. Летом 1857 года патрули 2-й кавалерийского полка продолжили искать и преследовать индейцев на западе и юге Техаса.
5 июля 1857 года кавалерийский отряд под руководством второго лейтенанта Джона Белла Худа покинул форт Мейсон и отправился на поиски индейцев. У реки Кончо солдаты обнаружили следы, ведущие в сторону Северной Мексики, оставленные группой индейцев. Несмотря на засушливую и суровую местность, Худ принял решение преследовать индейцев. Пройдя более 242 км и повстречав всего несколько источников воды, Худ начал думать, что догнать враждебный отряд будет невозможно. Некоторые кавалеристы ослабли от обезвоживания и лейтенант продолжил преследование без них, оставив их в пустынной местности.
Приближаясь к реке Девилс кавалеристы увидели группу команчей, численностью около 50 воинов. Один из индейцев нёс в руке белый флаг. Худ направился к команчам, но когда до них осталось примерно 30 метров, индейцы открыли огонь. Команчи подобрались так близко к Худу и его людям, что схватили поводья кавалерийских лошадей прежде, чем американцы смогли отреагировать. Второй лейтенант несколько раз выстрелил из дробовика, прежде чем был ранен стрелой в руку. Солдаты отступили на 45 метров, спешились и открыли огонь из револьверов. Индейцы возобновили атаку, но американцы смогли удержать свои позиции, ведя стрельбу из укрытий. Через некоторое время команчи отступили, оставив девять человек на поле боя, а ещё десять, согласно рапорту Худа, были ранены. Один американец был убит в бою и ещё пятеро ранены, включая командира отряда. Ещё один кавалерист пропал без вести во время сражения и его посчитали погибшим.